# Illicium griffithii
Illicium griffithii là một loài thực vật có hoa trong họ Schisandraceae. Loài này được Hook. f. & Thomson miêu tả khoa học đầu tiên năm 1855.